# Maseras (Arieja)
Maseras (en francès Mazères) és un municipi francès situat al departament de l'Arieja i a la regió d'Occitània.